# Osvaldo Motto
Osvaldo Motto (Vado Ligure, 19 luglio 1942) è un allenatore di calcio ed ex calciatore italiano, di ruolo difensore.

## Carriera

### Giocatore
Ha esordito a 16 anni con la squadra del Vado, quindi disputa tre stagioni con il Simmenthal-Monza debuttando in Serie B all'ultima giornata del campionato 1962-1963 contro l'Alessandria. Nel 1964 è al Rapallo Ruentes dove disputa tre campionati.
Nel 1967 passa allo Spezia — di cui è il primatista assoluto di presenze —, squadra con cui disputa undici campionati di Serie C e uno della neonata C1. Segna 2 gol in maglia bianca: il primo alla dodicesima giornata della stagione 1974-1975, nel pareggio per 1-1 contro la Novese, e il secondo alla quindicesima giornata del campionato 1977-1978 nella vittoria per 2-0 contro il Grosseto.
Nella stagione 1978-1979 collabora con Giuseppe Bumbaca nella gestione della squadra spezzina dopo l'esonero di Nedo Sonetti. Al termine di questo campionato, che si conclude con la retrocessione in Serie C2, termina la carriera da calciatore.

### Allenatore
Terminata la carriera da calciatore diventa allenatore guidando le giovanili dello Spezia e subentrando, alla guida della prima squadra, a Enzo Robotti, nel 1982-1983. Nel campionato successivo è a sua volta sostituito da Evaristo Malavasi. Successivamente guiderà diverse formazioni dilettantistiche.
Nella stagione 1993-1994 allenò gli spezzini della Migliarinese, militante nel Campionato Nazionale Dilettanti, con cui retrocesse in Eccellenza in seguito al diciottesimo e ultimo posto ottenuto nel girone A.

## Palmarès

### Giocatore
- Campionato italiano Serie D: 1

Rapallo Ruentes: 1964-1965 (girone A)